# Barbora Kodetová

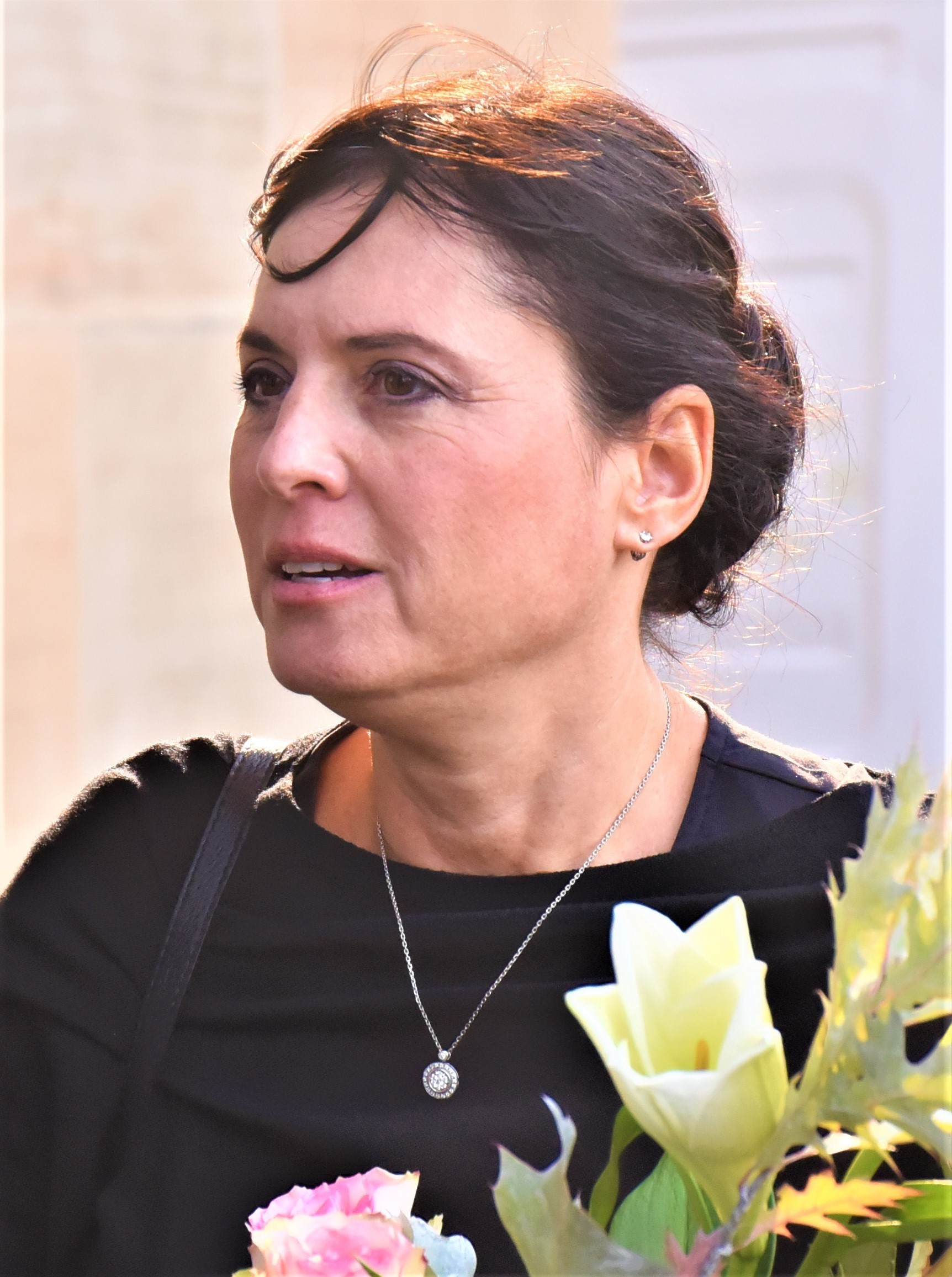
Barbora Kodetová, 2019

Barbora Kodetová (* 6. September 1970 in Prag, Tschechoslowakei) ist eine tschechische Schauspielerin.
Sie ist die Tochter des tschechischen Schauspielers Jiří Kodet und Enkeltochter der tschechischen Schauspielerin Jiřina Steimarová. Kodetová studierte am Prager Konservatorium und arbeitete anschließend beim Nationaltheater.

## Filme
- 1993: Prinzessin Fantaghirò (Teil 3)
- 1994: Prinzessin Fantaghirò (Teil 4)
- 2000: Dune – Der Wüstenplanet
- 2003: Children of Dune (Fernsehdreiteiler, Folge 1)

## Fernsehserien
- 2018: Mord im Böhmerwald (Lynč)